# Cololejeunea pluridentata
Cololejeunea pluridentata là một loài Rêu trong họ Lejeuneaceae. Loài này được P.C. Wu & J.X. Luo mô tả khoa học đầu tiên năm 1978.